# Штиков Серафим Григорович
Штиков Серафим Петрович (1905, Карабаново, Александровський повіт, Владимирська губернія, Російська імперія — 9 січня 1943, Новгородська область, СРСР) — радянський воєначальник, генерал-майор (1942). Загинув у бою під час Другої світової війни. 

## Біографія
Народився у робітничій сім'ї. У 1919 році закінчив семирічну школу у Карабаново. У 1919–1921 роках працював робітником на залізничній станції. Із 1921 року служив у Червоній Армії. У 1924 році вступив до РКП(б). У 1925 році закінчив Іваново-Вознесенську піхотну школу, у 1927 році — Ленінградські військово-політичні курси. Після навчання служив у 4-й стрілецькій дивізії Білоруського військового округу. 
Із 1938 року — командир 10-го стрілецького полку 4-ї стрілецької дивізії. У 1939 році взяв участь в радянській окупації Західної Білорусі та в радянській агресії проти Фінляндії, отримав звання полковника. 
Із червня 1940 року — начальник піхоти 33-ї стрілецької дивізії, із листопада того ж року — командир 5-ї моторизованої бригади Прибалтійського військового округу. Із квітня 1941 року — заступник командира 202-ї мотострілецької дивізії. 
Із червня 1941 року брав участь у боях з німецькими військами. 18 серпня 1941 року був призначений командиром 202-ї мотострілецької дивізії Північно-Західного фронту. Відзначився у боях під Дем'янськом. 1 листопада 1942 року отримав звання генерал-майора. 9 січня 1943 року загинув під час німецького артобстрілу. Прихований у братській могилі у селі Борки Новгородської області. 

## Нагороди
- Орден Леніна (14 лютого 1943 року, посмертно)
- Орден Червоного Прапора (1940)